# Roardo el Viejo
Roardo el Viejo o Roardo de Nablus (en latín: Roardus) fue un rico terrateniente que sirvió como vizconde de Jerusalén desde 1135 hasta 1147. Su servicio a la corona abarcó los reinados del rey Fulco (r. 1131-1143), la reina Melisende (r. 1131-1152), rey Balduino III (r. 1143-1163) y el rey Amalarico (r. 1163-1174).
Los orígenes de Roardo son desconocidos; su nombre sugiere que no era de Anjou. Está atestiguado por primera vez en 1120. Inicialmente fue un vasallo del conde Hugo II de Jaffa, pero parece haberlo abandonado junto con otros hombres durante la rebelión de Hugo contra el rey, Fulco de Anjou. Para 1135, el rey Fulco había destituido al vizconde de Jerusalén, Antequinos, y nombró a Roardo para sucederlo. Rohard conservó este cargo durante todo el reinado de Fulco. Fue por consejo de Roardo que el rey intentó expulsar a su esposa, la reina Melisenda, del gobierno. La reina se enfureció después de que Hugo, su primo y aliado, fuera apuñalado y exiliado. Los hombres que habían apoyado a Fulco contra Hugo no se atrevieron a aparecer en su presencia y pensaron que era mejor evitar las funciones públicas por completo. La reina reservó su mayor ira para Roardo, a quien consideraba el principal responsable del conflicto, y lo persiguió con una hostilidad implacable. A Fulco le costó un gran esfuerzo obtener el indulto de Melisenda para Roardo, lo que le permitió al menos volver a la corte. En 1142, Rohard, el obispo Anselmo de Belén y el abad Godofredo del Templo del Señor fueron enviados por Fulco en una delicada misión para convencer al emperador Juan II Comneno de que no fuera a Jerusalén en una peregrinación armada.
Para cuando el rey Fulco murió en 1143, Roardo había adquirido un poder significativo a través de sus extensas propiedades cerca de Jerusalén y Nablus, pero su verdadero valor residía en su papel como vizconde: como representante real en la capital, era esencial para cualquiera que aspirara a comandar la ciudad. Melisenda tomó el poder después de la muerte de Fulco. Ella y Rohard se contentaron con hacer las paces, y él se convirtió en parte de su círculo íntimo de partidarios junto con el señor de Nablus, Felipe de Milly, y el príncipe de Galilea, Elinardo de Tiberíades. Los tres hombres, a los que más tarde se unió su hijo menor, Amalarico, permanecieron leales a la reina durante su lucha por el poder contra su hijo mayor, el rey Balduino III. Cuando en abril de 1152 Balduino marchó sobre Jerusalén, la reina y sus leales seguidores se encerraron en la ciudadela de la Torre de David. Aunque se defendieron valientemente del bombardeo de Balduino, no pudieron resistir indefinidamente, y Melisenda cedió el trono a Balduino. Roardo acompañó a la reina depuesta a Nablus, donde se retiró. Solo en 1160 aparece entre los asistentes del rey Balduino en Jerusalén.
Poco antes de 1161, Roardo y su esposa, Gisela, cedieron algunas de sus tierras (incluyendo el casal de Adelemia y propiedades en Montibus Bassis) a Felipe de Milly. La historiadora Marie Luise Bulst-Thiele sugiere que Roardo pudo haber sido el suegro de Felipe, y que las tierras que Roardo y Gisela le dieron eran la dote de su esposa, Isabel. Rohard tenía un sobrino, Ralph Strabo, y también pudo haber estado emparentado con Roardo de Jaffa, quien fue castellano de Jerusalén bajo el reinado de Amalarico. Roardo el Viejo continuó su servicio real durante el reinado de Amalarico hasta 1164.